# Parque nacional Nalga de Maco

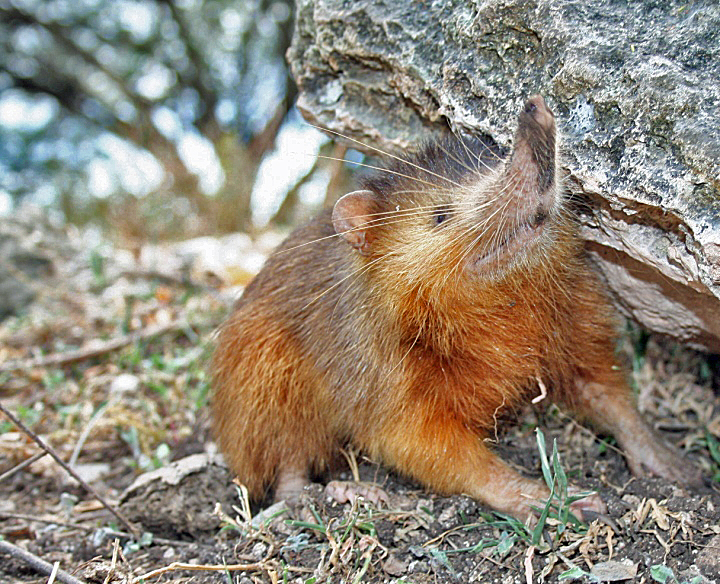
Almiqui de la Española mamífero placentario, conspicuo habitante del parque.

El parque nacional Nalga de Maco es un parque nacional, ubicado en la Cordillera Central en el sector oeste de la República Dominicana en proximidades con la frontera con Haití. Se encuentra al sur del municipio de Los Almácigos, provincia de Santiago Rodríguez.
El parque nacional fue creado en 1995 y cubre una extensión de 278 kilómetros cuadrados, el mismo alberga a la montaña llamada Nalga de Maco.

## Geografía.
El relieve es muy accidentado, con áreas geográficas y depresiones de difícil acceso. La altitud varía desde los 650 m s. n. m. en la parte más baja a los 2000 m s. n. m.
La cima del monte Nalga De Maco alcanza 1999 m s. n. m. y se encuentra generalmente rodeada de nubes cargadas de humedad y neblina que descargan copiosas lluvias. Un extenso bosque nuboso se compone de troncos torcidos, ramificación profusa y una gran cantidad de epífitas (musgos y orquídeas) que pueden cubrir completamente las ramas de los árboles y la superficie del esponjoso suelo.
En El Gramal, extensa sabana que protege a la loma en su parte sureste, las plantas crecen formando matas y cojines. Por estos lares hay algunas cavernas de singular belleza.

## Hidrografía.
La zona posee una gran riqueza hidrográfica. En su área de influencia nacen los ríos Artibonito, Joca, La Cidra y El Valle. El río Artibonito es el mayor sistema fluvial de la isla de Santo Domingo. A lo largo de su recorrido por esta bella serranía el río circula bastante encajonado atravesando cañones y desfiladeros de gran belleza.

## Clima.
El clima es tropical húmedo de altura con lluvias abundantes durante casi todo el año y temperaturas que fluctúan entre los 11 y los 16 °C. A mayor elevación, menor es la temperatura. La temperatura suele ser bastante fría durante la noche en la cima y fuertes vientos pueden soplar durante varios días.

## Flora.
Se estima en la zona hay unos 5586 taxones de plantas de semillas de las cuales poco más del 45% son endémicas.  

El Bosque enano

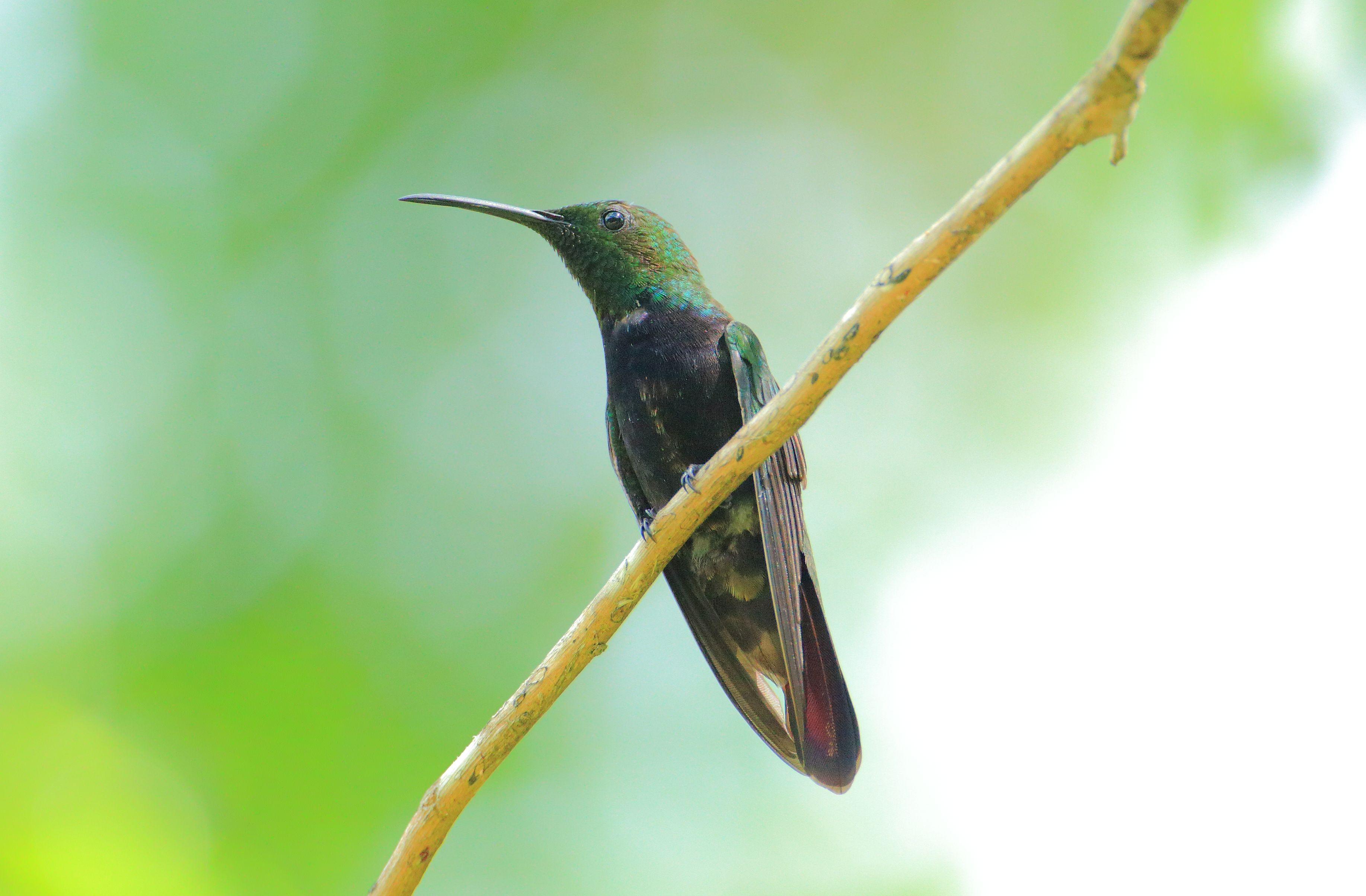
Esmeralda de la Hispaniola, habitante endémica del parque.

El bosque enano (bosque de nubes) ocupa el dosel suroeste de la cima del monte Nalga de Maco. Es el único bosque enano que posee la isla, y la altura reducida de sus árboles es producto de los vientos que soplan en la zona. 
El bosque se asienta sobre un suelo ácido y con lluvias casi a diario, los aguaceros tienden a ser cortos pero de gran intensidad. Las hondonadas húmedas y las hojarascas abundan en esta parte de la loma. Por lo general siempre está cubierto de nubes y recibe de 200 a 250 pulgadas de lluvia. Además la temperatura suele rondar los 10 °C.
Debido a su difícil acceso, este bello rincón es completamente virgen. Sus factores ambientales y la posición geográfica han permitido que la vegetación sea achaparrada y de poca altura. En este hermoso y siempre-verde bosque los suelos siempre están saturados de agua. Lo más hermoso son las nubes y la neblina cuando vuelan entre las copas de los árboles. Esto bloquea la entrada de luz reduciendo el crecimiento de su flora.

## Fauna.

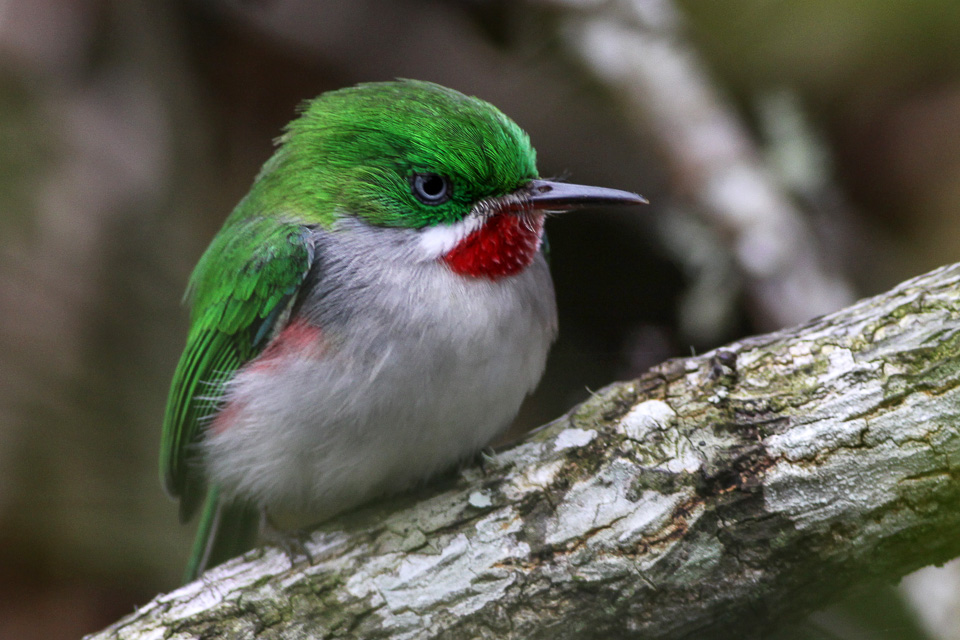
Ejemplar de barrancoli picofino, especie endémica del parque.

Entre los mamíferos que habitan el parque es dable mencionar la jutia de la Española y el Almiqui de la Española.
Un relevamiento preliminar de insectos realizado en el parque indicó la presencia de al menos 133 especies pertenecientes a 9 órdenes.
El parque posee una amplia variedad de mariposas de las que se han identificado cerca de 200 especies de Lepidoptera, Hesperioidea y Papilionoidea, entre las que se cuentan Anetia jaegeri, Heraclides aristor, Historis odius odius, Dismorphia spio y Hypanartia paullus.
AviBase en su "Lista de Aves del Mundo" lista 47 especies de aves en Nalga de Maco. Entre las especies endémicas se encuentran: colibrí zumbadorcito , esmeralda de la Española, trogón de la Española, barrancolí picofino y el cuatro-ojos coroninegro.

## Acceso.
Las entradas al parque se encuentran en la comunidad cafetalera de La Peonía, que se encuentra a unos kilómetros al sur del municipio de Los Almácigos.  El trayecto desde La Peonia hasta la entrada al parque nacional Nalga de Maco se realiza a través de un tupido bosque muy húmedo subtropical donde se puede admirar la belleza y la frondosidad del lugar.